# Попов, Пётр Григорьевич (артист)
Пётр Григо́рьевич Попо́в (1901 — 1990) — советский театральный актёр, народный артист РСФСР (1968).

## Биография
Пётр Григорьевич Попов родился в 1901 году.
В 1920—1948 годах играл в театре «Золотой Рог» во Владивостоке (с 1932 года Приморский драматический театр имени Горького) и театре Дорпрофсожа на станции Тайга.
В 1948—1990 годах играл в Приморском драматическом театре им. Горького во Владивостоке. Работал помощником режиссёра Приморского радио и телевидения, член Союза театральных деятелей РСФСР. В 1980-х годах написал воспоминания «Время, которое всегда со мной».
В 1950—1980 годы избирался депутатом.
Умер в 1990 году.

### Семья
- Жена — О. И. Алексеева.
- Жена - О. Н. Холодовская

## Награды и премии
- Заслуженный артист РСФСР (1952).
- Народный артист РСФСР (1968).
- Орден «Знак Почёта» (1955)[1].
- Почётные грамоты.